# Parlamenty ruských subjektů
Parlamenty ruských subjektů jsou zákonodárné sbory ve federálních subjektech Ruska (republiky, kraje, oblasti, federální města, autonomní oblasti, autonomní okruhy), které mají různá jména, ale často se souhrnně označují jako regionální parlamenty.
Federální struktura Ruska zahrnuje 89 regionálních parlamentů. Největším regionálním parlamentem je Státní shromáždění Republiky Baškortostán, které se skládá ze 110 poslanců, zatímco nejmenším je Duma autonomního okruhu Čukotka, která se skládá z 15 poslanců. Od roku 2018 jsou poslanci všech parlamentů voleni na pětileté funkční období.